# Масуку, Мензи
Мензи Алсон Масуку (англ. Menzi Alson Masuku; родился 15 апреля 1993, Дурбан, ЮАР) — африканский футболист, полузащитник клуба «Блумфонтейн Селтик» и сборной ЮАР. Участник Олимпийских игр 2016 года в Рио-де-Жанейро.

## Клубная карьера
Масуку начал карьеру в клубе «Дайнамоз». 17 февраля 2013 года в матче против «Африкан Уорриорз» он дебютировал в Первом дивизионе ЮАР. 17 апреля в поединке против «Уитбанк Сперс» Мензи забил свой первый гол за «Дайнамоз». Летом того же года он перешёл в Роузес Юнайтед, но сыграв всего один матч отправился в «Джомо Космос». 30 ноября в матче против «Танда Ройял Зулу» Масуку дебютировал за новый клуб. 22 декабря в поединке против «Блэк Леопардс» Мензи забил свой первый гол за «Джомо Космос».
В начале 2015 года Масуку перешёл в «Орландо Пайретс». 24 апреля в матче против «Университет Претории» он дебютировал в составе в чемпионате ЮАР. 29 апреля в поединке против «Суперспорт Юнайтед» Мензи сделал «дубль», забив свои первые голы за «Орландо Пайретс». Летом 2016 года Масуку присоединился к «Чиппа Юнайтед». С 2018 года играет за «Блумфонтейн Селтик».

## Международная карьера
18 июня 2016 года в товарищеском матче против сборной Лесото Масуку дебютировал за сборную ЮАР.
В 2016 году Мензи в составе олимпийской сборной ЮАР принял участие в Олимпийских играх в Рио-де-Жанейро. На турнире он сыграл в матчах против команд Бразилии, Дании и Ирака.